# علم النفس الافتراضي
علم النفس الافتراضي أو علم نفس الإنترنت (أو سيكولوجية السايبر أو علم نفس الفضاء الإلكتروني أو علم نفس الشبكة العنكبوتية) وهو مجال يشمل جميع الظواهر النفسية المرتبطة أو التي تنشأ عن التكنولوجيا، وكلمة «سايبر» مأخوذة من كلمة الفضاء الإلكتروني وهي دراسة عملية التحكم والاتصال، أما علم النفس فتعني دراسة العقل والسلوك، وعلم نفس الإنترنت هو مجال آخذ بالاتساع.

## لمحة عامة
علم نفس الإنترنت هو دراسة العقل والسلوك البشري في سياق التفاعل البشري والاتصال بين الإنسان والآلة، وتوسع المجال ليشمل ثقافة التفاعل مع الحواسيب والواقع الافتراضي في الإنترنت. ويبدو أن أكثر الدراسات البحثية تركز على تأثير الإنترنت والفضاء الإلكتروني على سيكولوجية الأفراد والمجموعات. ومن المواضيع الساخنة: الهوية في الإنترنت، العلاقات في الإنترنت، أنواع الشخصيات في الفضاء الإلكتروني، الانتقال إلى الحواسيب، إدمان الكومبيوترات والإنترنت، السلوك الارتدادي في الفضاء الإلكتروني، تغيير الجنس في الإنترنت إلخ. ويعد علم النفس الإعلامي تخصصا ناشئا، ولدى جمعية علم النفس الإعلامي والتكنولوجيا في جمعية علم النفس الأمريكية (القسم 46 في جمعية علم النفس الأمريكية) كثير من علماء النفس المختصين في هذا الاختصاص. بالإضافة إلى ذلك فإن أول برنامج للماجستير والدكتوراه في علم النفس الإعلامي والدراسات الإعلامية افتتحه برنارد لوسكين في جامعة فيلدينج للدراسات العليا في عام 2002، ويتبعه الآن تزايدا في عدد الدورات والبرامج في علم النفس الإعلامي والدراسات الإعلامية.

على الرغم من أن الدراسات النظرية والإحصائية في هذا المجال متمركزة حول استخدام الإنترنت إلا أن علم نفس الإنترنت يشمل أيضا دراسة التداعيات النفسية للشخصية الخارقة، الذكاء الاصطناعي والواقع الافتراضي. ورغم أن بعض هذه الموضوعات يبدو من الخيال العلمي إلا أنها سريعا ما تتحول إلى حقائق علمية كما وضحت العديد من المناهج المتعددة الاختصاصات والتي تشمل مجالات البيولوجيا والهندسة والرياضيات. وما يزال مجال علم نفس الإنترنت قابلا للتحسين والتهذيب، ومفتوحا لأهداف جديدة بما في ذلك التساؤلات حول طبيعة الاتجاهات الحالية والمستقبلية للأمراض النفسية المتعلقة بالتقدم التكنولوجي.

وفي الولايات المتحدة ازاداد في مطلع الألفية الجديدة عدد مستخدمي الإنترنت والحواسيب الشخصية والهواتف النقالة إلى أكثر من 50%. ومع هذا التعرض الكبير للكمبيوترات وشاشات العرض فإن تصوراتنا تذهب إلى أبعد من الأشياء والصور الموجودة في بيئتنا الحقيقية لتشمل الرسومات والصور الموجودة على شاشة الكمبيوتر أيضا. وكلما يتوسع التداخل بين الإنسان والآلة فإن دراسة «التفاعل بين الإنسان والحاسوب» التي هي ضمن مجال علم نفس الإنترنت تصبح أكثر أهمية لفهم الأنماط العصرية الحالية لكثير من الناس. ومع ارتفاع أعداد مستخدمي الكومبيوتر والإنترنت حول العالم فإن تأثيرات تقنية الكمبيوتر على النفس البشرية سوف تستمر في تشكيل تفاعلاتنا مع بعضنا وتشكيل تصوراتنا عن عالم الإنترنت الذي هو بين أيدينا. أشارت دراسة نشرت في مجلة «سايبر سايكولوجي، بيهيفير، اند سوشال نتوركينج» 2014 إلى أن انتشار إدمان الإنترنت يختلف كثيرا بين البلدان ويرتبط عكسيا مع جودة الحياة

## شبكات التواصل الاجتماعية والسلوك النفسي في الإنترنت
يعد الفيسبوك أهم منصة لوسائل الإعلام الاجتماعية في الإنترنت على مستوى العالم، ولذا فله تأثيرات لا تعد ولا تحصى على الحالة النفسية لمستخدميه. يتبع الفيسبوك نمط الاتصال «واحد إلى كثيرين» الذي يسمح للمستخدمين بمشاركة معلومات عن حياتهم بما في ذلك الأنشطة الاجتماعية والصور الفوتوغرافية. ولكن هذا النمط تغير في عام 2010 عندما تم إضافة «فيسبوك ماسنجر» ليسمح للمستخدمين باستخدام نمط التواصل «من واحد إلى واحد» المدمجة مع ميزة فيسبوك دردشة. على الرغم من أن مستخدمي الفسيبوك يستمتعون بالشعور بأن يكونوا متصلين، إلا أن الاستخدام الكثير للفيسبوك يهدد الصحة العقلية للمستخدمين، لأنه يُحتمل حدوث اكتئاب، تدني احترام الذات، الشعور بالوحدة والعلاقات السلبية جراء كثرة استخدام الفيسبوك. ويمكن للاستجابة المقتضبة والمختصرة من خلال زر الإعجاب والكشف عن الحياة الشخصية للعامة ومحاولة الحفاظ على الصورة الذاتية أن تفسر المشاكل النفسية الناجمة عن الاستخدام الكثير للفيسبوك.

### الاكتئاب
توجه أصابع الاتهام إلى الفسيبوك في التسبب بالاكتئاب خاصة بين المستخدمين المراهقين، أشارت دراسة أجرتها جامعة ميشيغان أن الاستخدام الكثير للفيسبوك يُؤجج مشاعر الاكتئاب وعدم القناعة. وفي دراسة تم مراقبة 82 مستخدما للفيسبوك على مدى أسبوعين، أشارت النتائج إلى أنه كلما ازداد الوقت الذي يمضيه الفرد في الفسيبوك كلما قلت مشاعرهم في الرفاه والسعادة بينما ترتفع مشاعر الاكتئاب. وصرح خبير علم النفس الاجتماعي في جامعة ميشيغان إيثان كروس الباحث الرئيسي للدراسة أنه تم تتبع (على أساس لحظة بلحظة طوال اليوم) كيفية تقلب مزاج الشخص طوال الفترة التي يقضيها على الفيسبوك، وما إذا كانوا قد غيروا استخدامهم للفيسبوك أم لا، والنتيجة لم تتغير

### تدني احترام الذات
في بعض الأحيان يميل مستخدمو الفيسبوك إلى مقارنة حياتهم بحياة أصدقائهم بينما يتجاهلون أن أصدقائهم قد يشاركون اللحظات الأكثر سعادة ومتعة في حياتهم، أو أن هذه التجارب قد تكون مزيفة أصلا. ووفقا لدراسة نشرت في مجلة علم النفس الاجتماعي والشخصية، حيث سأل ألكساندر جوردن وزملائه الباحثين من 80 طالبا جديدا في جامعة ستانفورد ما إذا كانوا هم وأقرانهم قد شهدوا في الآونة الأخيرة مختلف الأحداث العاطفية السلبية والإيجابية، وأشارت النتائج بشكل كبير أن الطلبة قللوا من تقدير عدد اللحظات والتجارب السلبية التي واجهها أقارنهم («كانت معركة مؤلمة»، «شعروا بالحزن لأنهم يفتقدون الآخرين»)، لكنهم بالغوا في تقدير المتعة التي شهدها أقرانهم («خرج مع الأصدقاء»، «حضروا حفلات»). وفي دراسة أخرى وجد الباحثون- من خلال عينة 140 طالبا في جامعة ستانفورد- أنهم غير قادرون على معرفة مدى سعادة الآخرين بدقة بل حتى معرفة مزاج الأشخاص المقربين منهم مثل الأصدقاء وزملاء السكن ومن يقومون بمواعدتهم. وفي دراسة ثالثة وجد الباحثون أنه كلما اعتقد الطلبة بأن المشاعر السلبية للآخرين أقل كلما ازدادت مشاعر الوحدة والملل لديهم. وهذا الارتباط لا يدل على السببية، فقد يمكن أن يكون الأشخاص الذين بدؤوا بالشعور بمشاعر سلبية بتصور أن الآخرين كانوا على ما يرام وليس العكس. لكن فكرة أنك الوحيد الذي يشعر بالمعاناة قد يزيد من الشعور بالمعاناة، إن البحث الذي قام به جوردن لا يتناول الفسيبوك بشكل واضح، لكن إذا كانت استنتاجاته صحيحة فهذا يعني أن الفيسبوك سيكون له قوة خاصة في جعلنا أكثر حزنا أو أن نشعر بالوحدة أكثر، وذلك من خلال إظهار الأجزاء الأكثر طرافة وذكاء وبهجة في حياة الآخرين ومقارنة أنفسنا بالآخرين ثم ميلنا إلى رؤية أنفسنا على أنا خاسرين أو مساكين، لذا يبدو الفيسبوك أنه يستغل ضعفا في الطبيعة البشرية. 

### الانعزال الاجتماعي
من السهل نسبيا على الشخص أن يجد مئات الأصدقاء على الفيسبوك لكنه يبدو صعبا أن يتحقق على أرض الواقع. بدلا من مقابلة الأصدقاء وجها لوجه، فإن الدردشة مع شخص – وقد يكون غريبا تماما- على الإنترنت لا يساعد على إنشاء صداقة بل على العكس فإنه يعزز الشعور بالوحدة. قام جيرانت ريس وزملائه في جامعة كلية لندن بعمل مسح للدماغ بتقنية التصوير بالرنين المغناطيسي الوظيفي ل125 مستخدم دائم للفيسبوك ووجدوا أن متوسط عدد الأصدقاء في الفسيبوك هو 300 صديق، لكن زيادة عدد الأصدقاء لم يجعل –بشكل معتبر- مناطق معينة من الدماغ أكبر أو أكثر نشاط، أثبت البحث علميا أن زيادة عدد الأصدقاء في الفيسبوك لا يعني علاقة إيجابية أكثر والتي ستجعل أجزاء معينة من الدماغ أكثر نشاطا. إن أصدقاء الفيسبوك ليسو مصدر تحفيز للحياة، حيث أن الدراسة تشير إلى أن عدد الأصدقاء لدينا ليس له تأثير مباشر على الدماغ. يستخدم الفيسبوك زر «الإعجاب» و«التعليق» كطريقة للتفاعل، لكن هذا التفاعل موجز جدا ولا يظهر اهتماما بالشخص الذي ينشرعلى حائطه في الفيسبوك، إن التفاعل المختصر والموجز هو واحد من الأسباب التي تنمي الشعور بالوحدة. 

### العلاقات السلبية
تم ربط الفيسبوك بارتفاع نسب الطلاق أو الانفصال، يميل الأزواج إلى التعبير عن مشاعر الغيرة عندما يقوم أزواجهم بالتعليق على حائط شخص من الجنس الآخر، وللتعامل مع الشكوك حول وجود خيانات فإن مراقبة الشريك في الفسيبوك أصبحت شائعة. إن الشكوك بين الأزواج قد تتسبب في نهاية العلاقة، وقام كلٌ من رسيل ب. كلايتون، أليكساندر ناجورني وجيسيكا ر. سميث بعمل استبيان ل205 مستخدم للفيسبوك تتراوح أعمارهم بين 18-82 لمعرفة ما إذا كان الاستخدام الكثير للفيسبوك ينبئ بنتائج سلبية على العلاقة. وعلاوة على ذلك فإن الباحثين درسوا طول العلاقة كمتغير وسيط في النموذج المذكور، وأشارت النتائج إلى أن الاستخدام الكثير للفيسبوك مرتبط بنتائج سلبية في العلاقة، وهذه العلاقات يتخللها مشاكل متعلقة بالفيسبوك، إن سلسلة العلاقات هذه تحدث مع من هم في علاقات جديدة نسبيا -ثلاث سنوات أو أقل. إن هذه الدراسة الحديثة تُضاف إلى الكم المتزايد من الأدبيات التي تتناول نتائج استخدام الإنترنت وأثرها على العلاقات، وقد تكون مقدمة لمزيد من البحوث حول ما إذا كان استخدام الإنترنت يزيد من معدلات الطلاق والخيانة العاطفية والخيانة الزوجية. 

### الخوفمن تفويت شيء
«الخوف من تفويت شيء» هي متلازمة ظهرت نتيجة لإدمان وسائل التواصل الاجتماعية. تحدث هذه المتلازمة عندما يكون المستخدم مهووسا وبشكل متكرر برؤية تحديثات الحالة «للأصدقاء» والمنشورات المناسبات الاجتماعية أو الاحتفالات، وإن لم يفعل ذلك فإنه سيشعر بأنه «مستبعد». وعلى النقيض يوجد ردة فعل عكسية لهذه المتلازمة والتي تسمى ب«الخوف من أن يتم افتقادك» والذي يشمل الهوس في الحاجة إلى عمل تحديثات مستمرة عن الشخص، حياته اليومية، تحركاته، سفراته، الأحداث التي يمر بها إلخ. هذا يعني أنه غير قادر على أن يكون «غير متصل».

### الحرمان من النوم
أشار بحث إلى أن شبكات التواصل الاجتماعية يمكن أن تؤدي إلى الحرمان من النوم. وبتكليف من فنادق ترافيللودج، فقد تم القيام بمسح في المملكة المتحدة ل6000 راشد من أجل اكتشاف عادات نوم البريطانيين، وكشفت أبرز النتائج أن البريطانيين أصبحوا مدمنين للإنترنت، فمتوسط الوقت الذي يقضيه البريطانيون كل ليلة في السرير في استخدام مواقع التواصل الاجتماعية للتواصل مع الأصدقاء هو 16 دقيقة، ووقت الذروة للدردشة هو 9:45 مساءا. إن الوقت الذي يُقضى على شبكات التواصل الاجتماعية يؤثر على حصص نوم البريطانيين لأن متوسط قسط نوم الذين خضعوا للدراسة هو ست ساعات و21 دقيقة في كل ليلة (وهذا المعدل أقل بساعة و39 دقيقة من قسط النوم الموصى به كل ليلة ثمان ساعات). وكشفت نتائج أخرى للبحث أن 65% ممن خضعوا للبحث ذكروا بأن آخر شيء يفعلونه قبل أن يستغرقوا في النوم هو رؤية هواتفهم النقالة لرؤية الرسائل النصية، متوسط الوقت الذي يقضيه البريطانيون في إرسال الرسائل النصية قبل أن يستغرقوا في النوم هو تسع دقائق، وأربعة من كل عشرة بالغين ذكروا بأن لديهم تواصل نصي منتظم مع الأصدقاء في الفراش كل ليلة.

### السلوك الإدماني
أظهرت دراسات حديثة وجود علاقة بين وسائل الإعلام الاجتماعية مثل استخدام الفيسبوك والسلوكيات الإدمانية، إحكام العواطف، التحكم في الدوافع وتعاطي المخدرات. وبينت نتائج مسح أجري على طلبة جامعيين في مرحلة البكالوريوس أن ما يقارب ال10% تنطبق عليهم معايير ما وصفه الباحثون ب«الاستخدام المضطرب لشبكات التواصل الاجتماعية»، وأضافت الباحثة هورمز أن الذين انطبقت عليهم معايير «إدمان الفيسبوك» بشكل كبير سجلوا أعراضا كبيرة مرتبطة بالإدمان، مثل: (ازدياد الوقت الذي يقضونه في الفيسبوك)، الانسحاب (الهيجان عند عدم القدرة على استخدام الفيسبوك) والرغبة الشديدة للدخول إلى الموقع. وأضافت الباحثة أن:«نتائجنا تشير إلى أنه قد تكون هناك آليات مشتركة كامنة وراء إدمان المخدرات والإدمان السلوكي»، ونُشرت الدراسة في ديسمبر في عدد «الإدمان». 

### اضطرابات الأكل
أظهرت دراسة أجرتها جامعة حيفا في عام 2011 أنه كلما ازداد الوقت الذي تقضيه الفتيات المراهقات في الفيسبوك كلما ازدادت مخاطر إصابتهن باضطراب التشوه الجسمي واضطرابات الأكل، ووجدت دراسة حديثة قام بها باحثون في جامعة ولاية فلوريدا أن هناك ارتباطا بين استخدام الفيسبوك واضطراب تناول الطعام. 

درس الباحثون العلاقة بين استخدام النساء في الجامعة لوسائل الإعلام ومجموعتين من المتغيرات (أعراض اضطراب الأكل ومجموعة من المتغيرات ذات الصلة بما في ذلك عدم الرضا بالجسم والرغبة في النحف) وقيموا العلاقة بين استخدام الرجال في الجامعة لوسائل الإعلام وموافقتهم على النحف سواء لهم أو للنساء. كنا نتوقع أن نجد استهلاكا لصور النحافة وترويجا للنحافة في وسائل الإعلام ذات الصلة باضطراب الأكل وموافقتهم على النحف مع عملية التعلم الاجتماعي في جعلها نموذجا للعلاقات.
وبالنسبة للنساء فإن استخدام وسائل الإعلام تنبأ عن: أعراض اضطراب الأكل، الرغبة الشديدة في النحف، عدم القناعة بالجسم وانعدام الفعالية، وبالنسبة للرجال فإن استخدام وسائل الإعلام تنبأ عن الموافقة على النحف الشخصي واتباع نظام غذائي وتأييد النحافة واتباع الحمية للنساء.

### وسائل التواصل الاجتماعية واضطرابقصورالانتباهوفرط الحركة
كشفت دراسات عديدة وجود ارتباط بين "اضطراب قصور الانتباه وفرط الحركة" (ِADHD) والعوائق التي قد تشكلها التقنيات التفاعلية والمنشطة، إن وسائل التواصل الاجتماعية تتفاعل مع الدماغ بسهولة وبسرعة. قال خبير علم النفس السريري ميشيل فرانك المختص في تشخيص ومعالجة "اضطراب قصور الانتباه وفرط الحركة" لطلاب الجامعات والشباب والنساء، أن "الدماغ المصاب باضطراب قصور الانتباه وفرط الحركة" يجد صعوبة في التحفيز، التنشيط، تنظيم السلوكيات، إدارة الوقت والحفاظ على التركيز...إن الاستخدام الغير منظم للتكنولوجيا يجعل هذه الصعوبات عويصة. وقد اكتشف أن العديد من العلامات الوراثية مرتبطة باضطراب قصور الانتباه وفرط الحركة، نشاط الدومبامين، روابط الدماغ والصفات الوراثية (أبرزها مستقبل الدوبامين D4). أثبت علميا أن اضطراب قصور الانتباه والفرط في الحركة يحدث فرقا في الدماغ. إن هذا التحديات الفريدة النتاجة تشكل مصدر ضعف أساسي للمخاطر الشائعة لاستخدام التكنولوجيا". وأوضح فرانك أن الشخص المصاب باضطراب قصور الانتباه وفرط الحركة لديه فروقات هيلكية ووظيفية وكيميائية في أعصاب دماغه عن أعصاب الدماغ العادية، وتشمل هذه الفروقات:
- وجود كمية أقل من الدوبامين والنورادرينالين اللتين تعتبران مكونين مهمين للتنشيط والانتباه والمكافأة والتحفيز.
- كره للملل والتحفيز المنخفض.
- مشكلة في التفكير المستقبلي أو البعيد المدى وفي كبح الدوافع ووضع أولويات للأنشطة.
- انخفاض القدرة على تنشيط وتنظيم السلوك بما في ذلك العواطف.

إن هذه الفروقات تفسر أيضا لماذا يكون الأشخاص المصابين باضطراب قصور الانتباه وفرط الحركة أكثر عرضة للقيام بسلوكيات خطرة أو غير مفيدة على الإنترنت ويجدون صعوبة في التحكم بالاندفاعات العفوية دون التفكير في العواقب المستقبلية. إن الدماغ المصاب باضطراب قصور الانتباه وفرط الحركة مستعد للبحث عن المزيد من المنشطات أكثر من الأدمغة العادية، وتعد التكنولوجيا مصدرا غنيا للتفاعل. لذلك أشارت كثير من البحوث أن إدمان الإنترنت والاستخدام الغير صحي لشبكات التوصل الاجتماعية أكثر شيوعا لدى الأشخاص المصابين باضطراب قصور الانتباه وفرط الحركة. 

وهناك جزء آخر في لغز شبكات التواصل الاجتماعية وهو متعلق بإدارة الوقت. لدى الأشخاص المصابين باضطراب قصور الانتباه وفرط الحركة مشاكل في الوعي بمرور الوقت، التسويف، السلوكيات الانطوائية والبقاء في المهمة. وقد أوضح فرانك أن الأفراد المصابين بهذا الاضطراب عادة لديهم مشكلة في الشعور بالوقت والتفكير في المستقبل، وأن الوقت الحالي هو الجزء المهيمن في المنطقة الزمنية لديهم. لذا فإن إدراة الوقت تشكل تحد بالنسبة إليهم، نحن نعلم كيف يمكن للإنترنت وألعاب الفيديو والوسائط الرقمية الأخرى امتصاص الوقت، أضف إلى ذلك العامل الاجتماعي وبالتالي يمكن أن تفقد مسار اليوم، الأسبوع بل حتى حياتك. 

إن التقدم التكنولوجي يؤثر مباشرة على الذين لا يمكنهم القيام بالمهام المتعددة أو العمل مع متطلبات التكنولوجيا الحديثة مما يتسبب في أعراض اضطراب قصور الانتباه وفرط الحركة أو اضطراب قصور الانتباه.

### اضطرابات القلق
توجد بعض التبعات السلوكية للدماغ الرقمي الجديد وهي: فرط النشاط، السهو، الاكتئاب وهوس القيام بمهام متعددة. وقد أشار بحث حول نمو الدماغ أن التعرض اليومي للتكنولوجيا المتطورة ينشط تناوب الدماغ وإفرازات الناقل العصبي وبالتالي تعزيز المسارات الجديدة في الدماغ. إن العقل البشري الحديث يتعلم الوصول ومعالجة المعلومات بشكل أسرع وتحويل الانتباه بشكل سريع من مهمة إلى مهمة أخرى، إن هذا الوصول والاختيار الواسع يحدثان في أدمغة الراغبين في الترفيه تطويرا في الحاجة المتواصلة إلى الإشباع الفوري مع فقدان الصبر. ولتوضيح أكثر للرابط بين اضطراب قصور الانتباه والإنترنت فإن جو يو ين من مستشفى جامعة كاوهسيونغ الطبي في تايوان اكتشف أن الشعور بالملل بسرعة- بدلا من سهولة تشتيت الانتباه- هو العارض الرئيسي لاضطراب قصور الانتباه وفرط الحركة. إن أنشطة الإنترنت تعتمد بشكل كبير على مستويات التفاعل ومعدلات الاستجابة الفورية، هذه الأفعال السريعة هي التي تحمل على الشعور بالملل وربما تخلق الإدمان. 

أصبح الإنترنت ملاذ الذين لا يستطيعون البقاء في حالة تركيز. وخلص البحث إلى أن طلاب الجامعة الذكور أكثر عرضة للإصابة باضطراب قصور الانتباه وفرط الحركة، لكن بشكل عام فإن الارتباط بين إدمان الإنترنت وقلة الانتباه هو أكثر قوة لدى الإناث. إن نمط الحياة المتسارع الذي صنعه الإنترنت يؤثر على الطريقة التي يقوم بها الدماغ البشري بمعالجة وتلقي المعلومات. إن البشر أصبحوا الآن أكثر قلقا وأن مدى تركيزهم بدأ يضعف جراء التنشيط الكبير من قبل التكنولوجيا. تقول إحدى النظريات أن مدمني الإنترنت لديهم اكتئاب كامن وقلق أو وسواس قهري. 

### النبذ في الإنترنت
أشار بحث أن الرفض أو النبذ الاجتماعي في البيئة الافتراضية يهدد ويتسبب بأثر سلبي على أربعة احتياجات أساسية (الانتماء، السيطرة، احترام الذات، الوجود الهادف في الحياة) وهذه النتائج هي نفس النتائج التي توصلت إليها الدراسات السابقة لكن باستخدام نماذج أخرى للنبذ.
ويشير البحث إلى إمكانية أن يتعرض الأفراد الذين يستخدمون البيئات الافتراضية (مثلا ألعاب الإنترنت المتعددة اللاعبين) للنبذ يوميا في البيئات الافتراضية. وحتى الآن فلقد تم دراسة النبذ بوضعيات مختلفة ابتداءا من التفاعلات الجماعية التي تكون وجها لوجه وحتى التفاعل المحدود إلكترونيا. وتمثل هذه الدراسة البينة الأولى- على حد علمنا- للنبذ في البيئات الافتراضية. وتشير البيانات إلى أن النبذ في البيئات الافتراضية لا يترتب عليه فقط آثار سلبية كما في البيئات الأخرى، بل أيضا إن حجم الآثار السلبية للنبذ في البيئات الافتراضية أكبر ويتراوح مداه من المتوسط إلى الكبير وحتى القدر الهائل جدا. 

### الارتباطات الإيجابية لاستخدام شبكات التواصل الاجتماعية
أظهر بحث قام به باحثون أستراليون وجود عدد من النتائج الإيجابية لاستخدام الفيسبوك، واكتشف الباحثون أن الناس يمكن أن يحصلوا على الإحساس بالترابط الاجتماعي والانتماء في بيئة الإنترنت. والأهم من ذلك أن الشعور بالترابط الاجتماعي في الإنترنت مرتبط بمستويات منخفضة للاكتئاب والقلق ومستويات أعلى للسعادة الذاتية، هذه النتائج تشير إلى أن طبيعة شبكات التواصل الاجتماعية تحدد النتائج لاستخدامها.

## العلاج النفسي في الفضاء الإلكتروني
يعد العلاج النفسي في الفضاء الإلكتروني أو العلاج الإلكتروني أمرا مثيرا للجدل بسبب قضايا متعلقة بفعاليته وشرعيته وتأثيره، والشكل الأكثر شيوعا للاستشارات عبر الكومبيوتر هو أن يقوم الشخص بإرسال بريد إلكتروني أو الدردشة الإلكترونية مع المعالج (الاستشارة عبر الإنترنت). قد يكون العلاج الإلكتروني فعالا بشكل خاص عندما يتم عن طريق الفيديو حيث يتم إيصال إشارات مثل تعابير الوجه ولغة الجسد -ولو بطريقة أقل من اللقاء وجها لوجه. وفي الوقت نفسه توجد تطبيقات جديدة للتكنولولجيا في علم النفس والاعتناء بالصحة اللذين يستخدمان بشكل معزز عناصر العالم الافتراضي، مثلا في علاج «إدارة الألم» يتم معالجة اضطراب إجهاد ما بعد الصدمات عن طريق استخدام «أفاتار» أو مجسم مرئي في البيئات الافتراضية وعلاجات السلوك المعرفية عن طريق الكومبيوتر تحت توجيه الطبيب أو بتوجيه ذاتي. وقد أعطت الأعمال الوافرة لآزي باراك (من جامعة حيفا) والبحوث المتزايدة في الولايات المتحدة والمملكة المتحدة دليلا قويا على فعالية (وأحيانا فعالية أكثر من العلاج التقليدي) العلاج المسهل عن طريق الإنترنت والعلاج بمساعدة الكمبيوتر القريب من الأسلوب التقليدي الذي يتم عبر المكتب. وقد صرحت خدمة الصحة الوطنية البريطانية بأن العلاج السلوكي المعرفي المحوسب هو الأسلوب المفضل لعلاج القلق والاكتئاب الخفيف إلى المتوسط. وتشمل تطبيقات علم النفس والطب ابتكارات مثل «المريض الافتراضي» وغيرها من برامج الواقع الافتراضي المعززة والتي يمكن أن توفر للمتدربين جلسات محاكاة بينما توفر أيضا طرقا للإشراف العيادي المكمل. 

ونشأت العديد من الخلافات الحالية المتعلقة بالعلاج الإلكتروني في سياقات المبادئ والاعتبارات التوجيهية الأخلاقية. وفي الولايات المتحدة توجد حالات خاصة تؤثر في توسع الخدمات المتوفرة عن طريق الإنترنت ومن بينها منح تراخيص لمهنيي الصحة والصحة العقلية لأن في كل ولاية من الولايات الخمسين لديها رخصة ونظم تشريعية خاصة بها، وأغلب المهنيين لديهم رخص مزاولة المهنة «ضمن ولايتهم»، وموقع المستلم يحدد «أين تم تلقي الخدمة» والجدل المستمر حول الوصول المقيد وقِدَم نظام الترخيص. ولكن التطبيقات والبحوث توسعتا بمعدل سريع بالإضافة إلى توسع كبير في مجالات البحث، الممارسة، والتعليم في عالم «العلاج النفسي»، خاصة فيما يتعلق بالبحوث والتجارب التي تبرهن على قيمة التكنولوجيا\الإنترنت الداعمة للتطبيقات.

## في وسائل الإعلام
- قامت الممثلة ليزا كودور بالتمثيل في المسلسل الكوميدي «ويب ثيرابي» حيث قامت كودور بدور فيونا واليس التي تقوم بعمل جلسات معالجة باستخدام الدردشة بالرغم من أنها غير معتمدة ومنعدمة الضمير، ويقوم المسلسل بتناول العديد من القضايا الأخلاقية والعملية المثارة من منظور العلاج النفسي عن طريق الإنترنت والدردشة عن طريق الفيديو.[34]
- وقامت الممثلة باتريشيا آركيت في مسلسل «سي اس آي: التحقيق في موقع الجريمة» بدور عميلة خاصة في الاف بي آي المكلفة بدور آفري رايان وهي طبيبة نفسية عبر الإنترنت، كما أن آركيت قامت بدور بطولي في مسلسل «سي اس آي سايبر» وبنفس الدور.